# オールスター赤面申告!ハプニング大賞
『オールスター赤面申告ハプニング大賞』（オールスターせきめんしんこくハプニングたいしょう）は、TBS系列で1993年春から2008年春にかけて、毎年春と秋と年末・正月の番組改編期に放送された特別番組（NG集番組）である。当初のタイトルは「オールスター赤面申告!人気番組の裏側 徹底公開!」で、1994年春からこのタイトルに変更された。
オールスター感謝祭の姉妹番組で、ほぼ同時期(春と秋は金曜テレビの星!→スーパーフライデー→金スペ!→水トク!枠)に放送されていた。
略称は赤面申告、もしくはハプニング大賞であり、「ハプニング大賞」といえば概ね当番組を指す。
なお、2008年春の放送を以て終了し、同年秋からは同じような趣旨の番組として『ハプニング名珍場面 日本全国プレミア映像スペシャル』が放送された。

## 番組概要
- 毎回恒例の人気番組のNG（ハプニング）が勢ぞろいし、テレビドラマ・バラエティ番組・報道・JNN系列のローカル番組が至るまで数々の爆笑シーンを徹底的に取り上げる。賞は小ハプニング大賞(20万円)と中ハプニング大賞(50万円)そしてグランプリにあたる大ハプニング大賞(200万円)の3つだが、中と大の大賞発表の間には時々、特別ハプニング大賞(特別賞)という賞も存在した。
- そして、ハプニング大賞の発表する時に選定委員長の堺正章がマイクで頭を突付いて演出。また、ハプニング大賞を発表しようとすると、堺正章のボケが連発し、スタジオで意図的なNGを起こす。有名なネタとして、「さかさまです（または“でした”）!」、「ゴン!!（マイクに激突）」、「う〜ら〜め〜し〜や〜〜」、その他、大賞受賞番組の書かれた冊子を誤って投げ飛ばすあるいは落とすなど。ある意味、番組制作費をもっとも使っている部分ともいえる（これに関しては司会の渡辺徹が「この部分に一番お金かけてます!」と発言したこともある。プレゼンターのボケは、同局で放送された『クイズまるごと大集合』のビートたけし譲り）。のちに、小ハプニング大賞の時に冊子を大げさに広げるボケを野際陽子もやるようになった（ただ、これは一定）。一時期に制作費をコレに使いすぎた為豪華だった時期があった。春は続けて“大ハプニング大賞”が発表されるが、秋は一旦CMが入った。大賞発表の際、様々な仕掛けが組まれ、2006年秋からはお笑い芸人がサプライズゲストとして登場。2006年秋には渡米前のなかやまきんに君、2007年新春は獅子舞にサングラス姿のたむらけんじ、2007年春は小梅太夫、2007年秋はULTRASEVEN X（芸人以外が登場した例外パターン）、2008年新春は藤崎マーケットの2人、2008年春は芋洗坂係長がサプライズゲストとして出演した。他にも、『関口宏の東京フレンドパークII』のフランキー為谷が現れて、「ウオールクラッシュ」の如くスタジオの壁に貼り付くシーンもあった。
- 「JNN各局面白ハプニング」というコーナーがあるが、2000年代に入り特に女性アナウンサーのハプニングが多かった事から、2005年春の放送からは竹山隆範が女性アナウンサーの評論家となり、TBSやJNN各局の女性アナウンサーのハプニングを紹介する「JNN女子アナハプニング集」というコーナーが放送されている（のちにTBSアナウンサーのハプニングは「TBS女子アナハプニングコレクション」として独立）。2006年春からは南海キャンディーズの山里亮太がキャスター、山崎静代がコメンテーターとなり、JNN各局を擬似リレーで結んだ「JNNハプニングニュース」というコーナーが放送された。2008年新春及び春は「TBS女子アナハプニングコレクション」と「JNNハプニングニュース」が合体した「JNN女子アナハプニングコレクション」として放送された。

## 系列局の対応
- 同特番の春季放映分でMBSほか一部放送局ではプロ野球中継のため、別の日に放映されるか、あるいは放映されない（番組返上になる）ことがある。但し、北海道放送（北海道日本ハムファイターズ）と福岡のRKB毎日放送（福岡ソフトバンクホークス）では協定の関係から、TBSが対巨人戦の放送がある日時でない限り、ローカルでの野球中継の放送を避けている関係上、野球中継の有無に関係なく、同特番の春季放映分もTBSと同時ネットで予定通り放送されるため、北海道、福岡県地方で放送されなくなることは全くない。
- また、2005年の春の放送では、TBCが東北楽天ゴールデンイーグルスホーム開幕戦放送の関係で同時放送されなかった。（別の日に放送してほしいと言う意見がTBCに殺到したが、結局、放送されることはなかった。TBCがTBSのバラエティ番組放送時に野球中継に差し替えとなったのは2005年度では唯一この回のみである）。2006年春季放映分（2006年3月31日放送）は野球中継を行うCBC（ナゴヤドームの中日・広島戦  東海3県のローカル放送のみで相手局RCCへのネットは巨人戦差し替えでないためネット受け・自社での実況差し替え共行われなかった）を除き、すべての地域で放送された。
- また、秋季放送分ではCBCが2003年と2005年に中日ドラゴンズ戦中継のため放映されない予定だったが、いずれも直前で他チームが優勝を決めたため放送された。

## 出演者

### 歴代司会者
基本的に渡辺徹と女性アナウンサー2名による3人体制。
- 渡辺徹
- 長峰由紀（1993年 - 1994年春）
- 雨宮塔子（1994年 - 1998年）
- 小島慶子（1996年年末）
- 広重玲子（1996年年末）
- 木村郁美（1996年年末、1998年春 - 2008年春）
- 小倉弘子（1999年 - 2001年）
- 久保田智子（2001年春 - 2004年春）
- 川田亜子（2004年秋）
- 小林麻耶（2004年末 - 2006年秋、2007年春 - 2008年正月）
- 出水麻衣（2007年正月、2008年春）

2007年正月分は他番組収録との兼ね合いで小林アナが本番組の収録に参加できず（「TBS女子アナハプニングコレクション」への出演はあり）、出水アナが代行で出演した。

### ハプニング大賞選定委員
- 鴨下信一（初代審査委員長）
- 堺正章（副委員長→2代目審査委員長）
- 野際陽子（同副委員長、1995年秋～2008年春）
- 峰竜太（同副委員長補佐。2004年末まで出演）
- 薬丸裕英（2007年正月から2代目同副委員長補佐・峰の後任）
- 竹山隆範
- 南海キャンディーズ
  - 山里亮太
  - 山崎静代
- ゲスト3人

- 過去には、里見浩太朗も特別委員長を務めた。

### ナレーター
- 大森章督
- 濱田マリ（2007年春は審査委員としても出演）
- キートン山田（ドラマパート）
- 真地勇志（JNNハプニングニュース）

## JNN各局ハプニング集
（2006年新春）
- OBS大分放送 - 小野亜希子（アナウンサー）がイカの漁師体験をしている最中に、イカに墨を顔に吹きかけられてしまった。
- SBC信越放送 - 山崎昭夫（アナウンサー）が"ベニズワイガニ"と紹介しなければいけないのにベニズワイガメと紹介してしまった。
- SBS静岡放送 - 静岡県の金谷町で、小学生が"お茶のがぶ飲み大会"にチャレンジするが、あふれてしまった。
- MRT宮崎放送 - 山田舞がデザートを紹介している時に、歯にチョコレートがついてしまった。
- TUTチューリップテレビ - 槙谷茂博（キャスター）がバッティングセンターで予告ホームランを宣言して、実際にホームランを打ったものの、次の打球が右胸に当たってしまった。

## 放送リスト
| 回                                                                  | 放送年 | 季節 | 放送日   | 放送時間               | 正式タイトル                                                                        | 大ハプニング大賞                                  | 視聴率 |
| ------------------------------------------------------------------- | ------ | ---- | -------- | ---------------------- | ----------------------------------------------------------------------------------- | ------------------------------------------------- | ------ |
| 1                                                                   | 1993年 | 春   | 4月11日  | 21:00 - 23:48（168分） | オールスター赤面申告人気番組の裏側大公開！                                          | 不明                                              | 17.1％ |
| 2                                                                   | 1993年 | 秋   | 10月8日  | 21:00 - 23:48（168分） | オールスター赤面申告人気番組の裏側大公開！                                          | 不明                                              | 25.5％ |
| 3                                                                   | 1994年 | 新春 | 1月4日   | 21:00 - 23:48（168分） | オールスター赤面申告人気番組の裏側大公開！                                          | 不明                                              | 18.7％ |
| 4                                                                   | 1994年 | 春   | 4月1日   | 19:00 - 20:54（114分） | オールスター赤面申告！大ハプニング大賞'94春                                         | ドラマ 『スウィート・ホーム』                     | 17.9％ |
| 5                                                                   | 1994年 | 秋   | 10月2日  | 21:00 - 不明           | オールスター赤面申告!ハプニング大賞'94秋                                            | ドラマ 『カミング・ホーム』                       | 15.9％ |
| 6                                                                   | 1994年 | 年末 | 12月29日 | 18:30 - 20:54（174分） | オールスター赤面申告!ハプニング大賞'94 笑撃映像・年間グランプリ総ざらいスペシャル!! | 小林稔侍 (ドラマ『いつも心に太陽を』、 『HOTEL』) | 16.6％ |
| 7                                                                   | 1995年 | 春   | 3月31日  | 19:00 - 20:54（114分） | オールスター赤面申告!ハプニング大賞'95春 桜乱れ咲きスペシャル                       | ドラマ 『私の運命』                               | 19.7％ |
| 8                                                                   | 1995年 | 秋   | 9月29日  | 19:00 - 20:54（114分） | オールスター赤面申告!ハプニング大賞 大収穫どんひゃらスペシャル                      | 不明                                              | 不明   |
| 9                                                                   | 1995年 | 年末 | 12月29日 | 18:30 - 20:54（114分） | オールスター赤面申告!ハプニング大賞'95年末 超お買い得スペシャル                     | ドラマ 『長男の嫁2～実家天国』                    | 18.9％ |
| 10                                                                  | 1996年 | 春   | 3月29日  | 19:00 - 20:54（114分） | オールスター赤面申告!ハプニング大賞'96春！ 花見で一杯スペシャル                     | 鶴羽佳子                                          | 17.3％ |
| 11                                                                  | 1996年 | 秋   | 10月4日  | 19:00 - 20:54（114分） | オールスター赤面申告！ハプニング大賞 祭りだわっしょいスペシャル                     | ドラマ 『真昼の月(飯島直子)』                     | 12.0%  |
| 12                                                                  | 1996年 | 年末 | 12月27日 | 18:30 - 20:54（174分） | オールスター赤面申告!ハプニング大賞'96年末 大棚ざらえスペシャル                     | 不明                                              | 17.1%  |
| 13                                                                  | 1997年 | 春   | 3月26日  | 19:00 - 20:54（114分） | オールスター赤面申告!ハプニング大賞'97春!! サクラサクスペシャル                     | 不明                                              | 15.4％ |
| 14                                                                  | 1997年 | 秋   | 10月1日  | 19:00 - 20:54（114分） | オールスター赤面申告!ハプニング大賞 大収穫超マツタケスペシャル                      | 不明                                              | 16.2％ |
| 15                                                                  | 1997年 | 年末 | 12月25日 | 18:30 - 20:54          | オールスター赤面申告!ハプニング大賞'97年末 超超超超スペシャル                       | ドラマ 『ベストパートナー』                       | 22.5％ |
| 16                                                                  | 1998年 | 春   | 3月25日  | 19:00 - 20:54（114分） | オールスター赤面申告!ハプニング大賞'98春！ 右肩上がりスペシャル                     | 不明                                              | 15.2％ |
| 17                                                                  | 1998年 | 秋   | 10月9日  | 19:00 - 20:54（114分） | オールスター赤面申告!ハプニング大賞'98秋!! 笑いすぎてダイエットスペシャル           | JNNニュースの森                                   | 15.0％ |
| 18                                                                  | 1998年 | 年末 | 12月24日 | 18:30 - 20:54（174分） | オールスター赤面申告!ハプニング大賞'98年末 超超超超超スペシャル                     | 不明                                              | 15.2％ |
| 19                                                                  | 1999年 | 春   | 4月3日   | 19:00 - 20:54（114分） | オールスター赤面申告!ハプニング大賞'99春！ 百花繚乱！ハプリまくりスペシャル         | ドラマ 『サラリーマン金太郎』                     | 10.7％ |
| 20                                                                  | 1999年 | 秋   | 10月1日  | 19:00 - 20:54（114分） | オールスター赤面申告!ハプニング大賞'99秋                                            | 不明                                              | 13.1％ |
| 21                                                                  | 2000年 | 新春 | 1月4日   | 19:00 - 20:54（114分） | オールスター赤面申告!ハプニング大賞2000新春 新ネタ2000連発スペシャル                | 不明                                              | 15.0％ |
| 22                                                                  | 2000年 | 春   | 4月8日   | 19:00 - 20:54（114分） | オールスター赤面申告!ハプニング大賞2000春/秋                                        | 不明                                              | 14.6％ |
| 23                                                                  | 2000年 | 秋   | 10月4日  | 19:00 - 20:54（114分） | オールスター赤面申告!ハプニング大賞2000春/秋                                        | ドラマ 『百年の物語』                             | 不明   |
| 24                                                                  | 2001年 | 新春 | 1月4日   | 19:00 - 20:54（114分） | オールスター赤面申告!ハプニング大賞2001年 史上最強の傑作特別編                      | 不明                                              | 不明   |
| 25                                                                  | 2001年 | 春   | 4月7日   | 19:00 - 20:54（114分） | オールスター赤面申告!ハプニング大賞2001春/秋/冬                                     | ドラマ 『ビッグウイング』                         | 不明   |
| 26                                                                  | 2001年 | 秋   | 10月5日  | 19:00 - 20:54（114分） | オールスター赤面申告!ハプニング大賞2001春/秋/冬                                     | 不明                                              | 不明   |
| 27                                                                  | 2001年 | 年末 | 12月28日 | 19:00 - 20:54（114分） | オールスター赤面申告!ハプニング大賞2001春/秋/冬                                     | 不明                                              | 不明   |
| 28                                                                  | 2002年 | 春   | 3月29日  | 18:55 - 20:54（119分） | オールスター赤面申告!ハプニング大賞2002春 爆笑率100％人気番組総登場SP               | 不明                                              | 不明   |
| 29                                                                  | 2002年 | 秋   | 9月25日  | 18:55 - 20:54（119分） | オールスター赤面申告!ハプニング大賞2002秋！                                         | ドラマ 『こちら本池上署』                         | 13.7％ |
| 30                                                                  | 2002年 | 年末 | 12月28日 | 19:00 - 20:54（114分） | オールスター赤面申告!ハプニング大賞 ありがとう10周年SP                              | 総集編の為、大賞は無し                            | 不明   |
| 31                                                                  | 2003年 | 春   | 3月22日  | 19:00 - 20:54（114分） | オールスター赤面申告!ハプニング大賞20XX春/秋                                        | ドラマ 『GOOD LUCK!!』                            | 不明   |
| 32                                                                  | 2003年 | 秋   | 10月10日 | 18:55 - 20:54（119分） | オールスター赤面申告!ハプニング大賞20XX春/秋                                        | 不明                                              | 不明   |
| 33                                                                  | 2004年 | 新春 | 1月13日  | 19:54 - 21:48（114分） | オールスター赤面申告!ハプニング大賞20XX春/秋                                        | 不明                                              | 13.5％ |
| 34                                                                  | 2004年 | 春   | 4月11日  | 19:00 - 20:54（114分） | オールスター赤面申告!ハプニング大賞20XX春/秋                                        | 不明                                              | 17.7％ |
| 35                                                                  | 2004年 | 秋   | 10月8日  | 18:55 - 20:54（119分） | オールスター赤面申告!ハプニング大賞20XX春/秋                                        | 今日感テレビ（RKB毎日放送）                       | 不明   |
| 36                                                                  | 2004年 | 年末 | 12月29日 | 19:00 - 20:54（114分） | オールスター赤面申告 輝く！ハプニング大賞2004 年間グランプリ2004！                  | 不明                                              | 14.6％ |
| 37                                                                  | 2005年 | 春   | 4月2日   | 18:55 - 20:54（119分） | オールスター赤面申告!ハプニング大賞20XX/春/秋/新春                                  | 爆笑問題のバク天!                                 | 14.5％ |
| 38                                                                  | 2005年 | 秋   | 9月30日  | 18:55 - 20:54（119分） | オールスター赤面申告!ハプニング大賞20XX/春/秋/新春                                  | ドラマ 『涙そうそう この愛に生きて』              | 不明   |
| 39                                                                  | 2006年 | 新春 | 1月6日   | 18:55 - 20:54（119分） | オールスター赤面申告!ハプニング大賞20XX/春/秋/新春                                  | みのもんたの朝ズバッ!                             | 不明   |
| 40                                                                  | 2006年 | 春   | 3月31日  | 18:55 - 20:54（119分） | オールスター赤面申告!ハプニング大賞20XX/春/秋/新春                                  | Uパレード(信越放送)                               | 14.2％ |
| 41                                                                  | 2006年 | 秋   | 9月29日  | 18:55 - 20:54（119分） | オールスター赤面申告!ハプニング大賞20XX/春/秋/新春                                  | はなまるマーケット                                | 14.8％ |
| 42                                                                  | 2007年 | 新春 | 1月4日   | 18:55 - 20:54（119分） | オールスター赤面申告!ハプニング大賞20XX/春/秋/新春                                  | ドラマ 『花より男子2（リターンズ）』              | 不明   |
| 43                                                                  | 2007年 | 春   | 4月4日   | 18:55 - 20:54（119分） | オールスター赤面申告!ハプニング大賞20XX/春/秋/新春                                  | ドラマ『花より男子2(リターンズ)』                 | 13.8％ |
| 44                                                                  | 2007年 | 秋   | 10月3日  | 18:55 - 20:54（119分） | オールスター赤面申告!ハプニング大賞20XX/春/秋/新春                                  | あっ!ぷる（長崎放送）                             | 9.6％  |
| 45                                                                  | 2008年 | 新春 | 1月4日   | 18:30 - 20:54（174分） | オールスター赤面申告!ハプニング大賞20XX/春/秋/新春                                  | Hana*テレビ（北海道放送）                         | 不明   |
| 46                                                                  | 2008年 | 春   | 4月11日  | 18:55 - 20:54（114分） | オールスター赤面申告!ハプニング大賞20XX/春/秋/新春                                  | どうぶつ奇想天外!                                 | 不明   |
| 2008年秋以降は、ハプニング名珍場面 日本全国プレミア映像へ引き継いだ |        |      |          |                        |                                                                                     |                                                   |        |

## 過去の大ハプニング大賞受賞番組（受賞者）
- スウィート・ホーム - 1994年春
- カミング・ホーム - 1994年秋
- 小林稔侍 - 1994年年末
- 私の運命 - 1995年春
- 長男の嫁2～実家天国 - 1995年年末
- 鶴羽佳子（北海道放送アナウンサー） - 1996年春

地方の生放送番組の料理コーナーで、ササゲとササミを勘違いしてNG。
- 鈴木順

TBS本社移転記念特番「ニューTBS 輝き!のスタート」で、東京タワーの空中線電力の映像出力（50kW）と音声出力（12.5kW）を間違えてNG。ただし「音声出力12.5kW」といったあとに訂正として映像周波数を告げている。
- チューボーですよ!
- 飯島直子（木曜ドラマ「真昼の月」） - 1996年秋

なお、飯島がNGを出した際にスタッフの反応がなく織田裕二も苦笑いだけしており、飯島が詫びるとスタッフからはあえなく「ハプニング大賞行き」を宣告された。
- ベストパートナー - 1997年年末
- ビタミンTV（北海道放送）
- しあわせ家族計画
- さんまのSUPERからくりTV
- ビッグウイング - 2001年春
- こちら本池上署 - 2002年秋
- 堤真一（GOOD LUCK!!殿堂入り） - 2003年春

同じシーンで、「X線検査場が混雑」の台詞を噛んでNGを4回繰り返す。TAKE5は言えたもののニヤケが止まらずNG。TAKE6はクリアしたが今度は竹中直人がアドリブの歌を間違えてNG。
- 今日感テレビ（RKB毎日放送）- 2004年秋
- 爆笑問題のバク天! - 2005年春
- 涙そうそう この愛に生きて - 2005年秋
- みのもんたの朝ズバッ! - 2006年新春

6:58の時刻アナウンスのシーンで、洪英姫が「まもなく6時58分、まもなくろく"ごじ"…ろくじごじゅうはちふん。」と時刻読みを噛んでNG。
- Uパレード（信越放送）- 2006年春
- はなまるマーケット - 2006年秋
- 花より男子2（リターンズ） - 2007年新春
- 花より男子2（リターンズ） - 2007年春（連覇達成）
- あっ!ぷる（長崎放送） - 2007年秋
- Hana*テレビ（北海道放送） - 2008年新春

獲得した賞金100万円は同番組の「ハプニング大賞受賞記念 生活応援 毎日現金10万円プレゼント」として現金10万円が10名に当たる視聴者プレゼント（2008年1月14日〜18日、21日〜25日に実施）に廻された。
- どうぶつ奇想天外! - 2008年春

## スタッフ
- 構成 : 矢頭浩、あべ／古屋啓子、黒田順子、内田真里苗
- 制作協力 : コムクエスト
- 演出 : 木田将也
- プロデューサー : 利根川展、玄馬康志
- チーフプロデューサー : 荒井昌也
- 制作 : TBSテレビ
- 製作著作 : TBS